# Skagen
Skagen és una ciutat danesa integrada en el municipi de Frederikshavn amb la Reforma Municipal Danesa del 2007, és la ciutat més al nord de la península de Jutlàndia. Skagen és cèlebre per la vivacitat de l'escola pictòrica a la qual aquest petit poble de pescadors del segle xix ha donat el seu nom. Diversos pintors danesos van prendre el costum d'aprofitar la llum excepcional creada per la conjunció de les aigües del mar del Nord i del Bàltic, per fixar sobre la tela la vida ruda dels habitants.

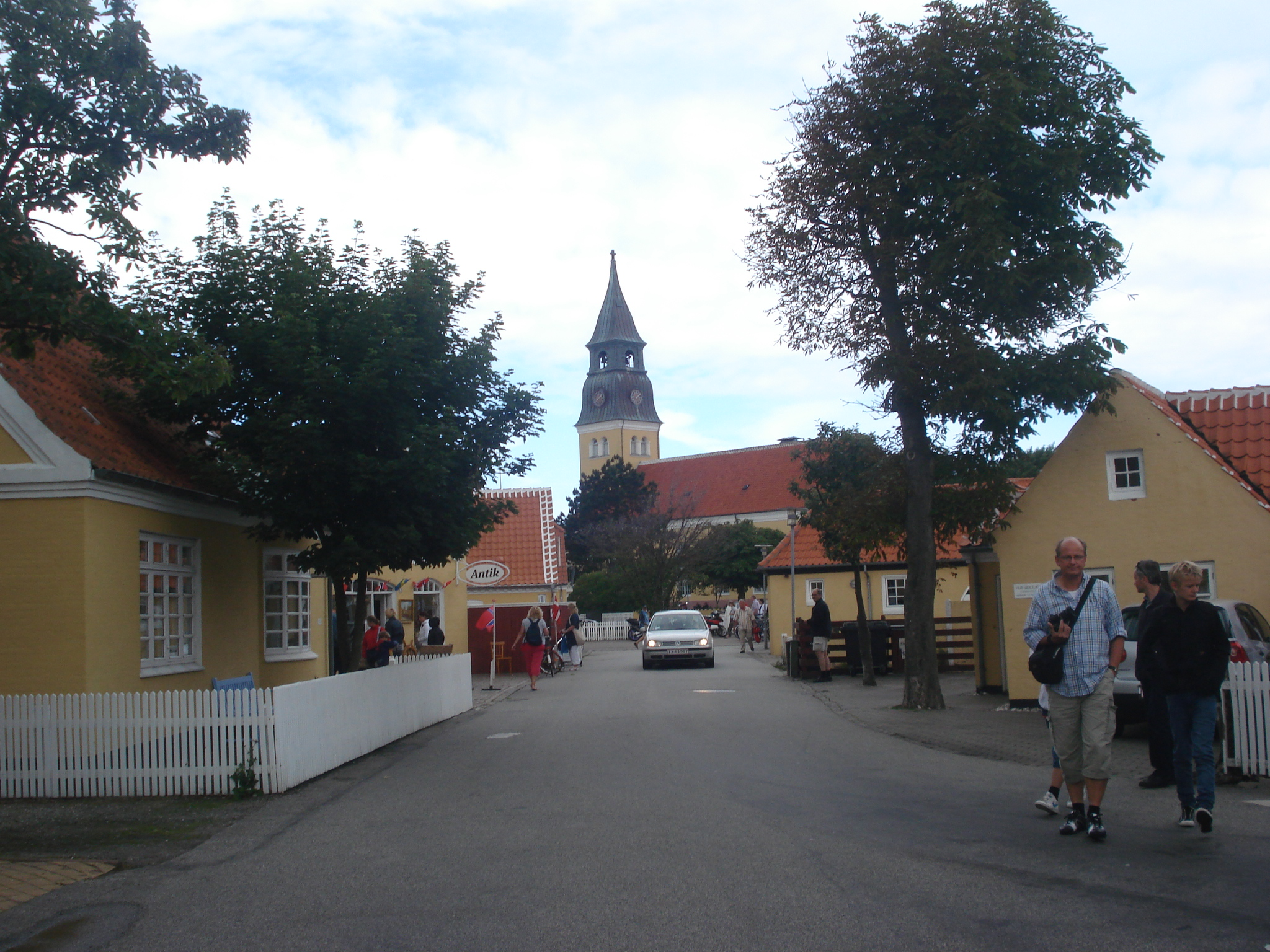
Centre de Skagen

## Lloc de pintors
L'escola de pintura de Skagen es coneix en els manuals d'història de l'art per l'ús de la llum principalment, qualitat que iguala les seues pintures amb les valencianes de Joaquim Sorolla i Bastida i els seus paisatges mediterranis. El sol és un factor apreciat entre els pintors, més encara entre els danesos, que no tenen l'avantatge geogràfic adequat de gaudir de manera habitual de la llum del Sol.

## Paisatge
Una màquina escombra l'arena de la passarel·la que envolta la platja mentre un operari retalla la gespa que fixa la duna. L'escena és surrealista, vista la vastitud del mar a banda i banda d'aquest racó de Dinamarca, la punta més al nord del país. Però aquesta obstinació ha guiat als habitants de Skagen durant generacions. No hi ha gaires llocs amb paisatges verges tant genuïns com aquí, ni amb una naturalesa tan poderosa. En aquest racó pesquer de la península de Jutlàndia tot flueix, com l'enorme duna de Råbjerg Mile, amb un quilòmetre de llargada, una altra d'ampla i 40 m d'altura, que es desplaça 15 m cada any vers el nord-est. El far de Rubjerg Knude (a una hora en automòbil de Skagen), que mesura 23 m i quan fou construït el 1900 s'alçava 60 m sobre l'oceà, serà engolit pel mar vers el 2023, com l'església de Sankt Laurentii, de la que ja tan sols és visible la meitat de la torre: la resta fou sepultat per una gran migració de sorra que començà en el segle xvi i no parà fins al XVIII. Els corrents litorals també han format Skagen Odde, una barra d'arena i grava considerada un dels majors cordons litorals d'Europa.
En aquesta costa salvatge situada entre l'estret de Skagerrak, que separen Dinamarca de Noruega, i el de Kattegat, enfront de Suècia, s'hi troben el mar del Nord i la mar Bàltica, i cada un milió i mig de turistes caminen fins a Grenaa, una gran llengua de sorra blanca, per fer-se una fotografia trepitjant els dos mars alhora. Per arribar a la punta, s'ha de deixar enrere els bunkers de formigó que van aixecar els nazis durant la Segona Guerra Mundial per a impedir una invasió per mar i protegir les seves bases aèries d'Aalborg, 110 km al sud de Skagen. Una d'aquestes fortificacions, antiga infermeria, ha estat convertida en museu.
Capbussar entre les ones de la mar Bàltica trenquen des de la dreta i el mar del Nord que arriba per l'esquerra està prohibit, perquè són aigües imprevisibles que en el passat provocaven cents de naufragis.
Malgrat tot, aquest racó danès amb un passat sepultat per l'arena, naufragis i misèries de la guerra respira serenitat. En la retina no tarda a quedar impresa la llum dels quadres dels pintors que feren d'un poble de pescadors el seu refugi. Vianants amb vestits blancs i pameles, infants banyant-se i pescadors feinejant que semblen sortits de la mà Sorolla. Perquè un altre dels encants del lloc és la llum, que al reverberar en l'aigua i l'arena sembla més brillant.
Al pintor valencià el seduïren el tractament de la llum i les composicions Krøyer, el matrimoni Ancher i altres artistes que s'allotjaven en l'hotel Brøndum i pagaven les seves factures amb quadres. L'hotel continua obert i encara respira l'esperit de finals del segle xix, i en el Museu de Skagen i en la casa Ancher, varada el 1913, penjen els magnífics llenç que tanta fama han donat a la ciutat.
Karen Blixen, autora de Memòries d'Àfrica, va acabar la seva cèlebre novel·la a Skagen, i Andersen, va escriure aquí el seu conte Una història de les dunes. Avui, veient el Skagen Odde Naturcenter, dissenyat el 1989 per Jørn Utzon, autor de l'òpera de Sydney, es palpa l'abisme entre la descripció que Andersen va fer el 1859 (Aquí, una casa parcialment oculta per una duna d'arena; hi ha una altra, fosca, coberta de quitrà, edificis de fusta amb sostres de palla...) i aquesta pròspera ciutat, ordenada, tranquila i molt hygge, com es diu en danès gaudir de la vida.

## Economia
El mar marca els dies de la ciutat. Dels seus 8.200 habitants, 2.600 treballen en el més gran port pesquer de Dinamarca, un negoci que reporta un benefici anual de més de 100 milions d'euros, i 63.000 vaixells mercants solquen cada any les seves costes. Quan des del modern moll arriba l'olor de peix fumat, ningú s'immuta. Fa olor de diners, diuen.
Els edificis per a processar el peix aixecats el 1907, avui són bufons restaurants, i moltes de les impol·lutes cases grogues amb teulada vermella es lloguen a l'estiu, encara que els estrangers sense permís de residència no poden comprar-les; ja voldrien molts noruecs, que saben que quan el vent de l'oest porta la pluja a les seves muntanyes, a Skagen llueix el sol.

## Postals de Skagen

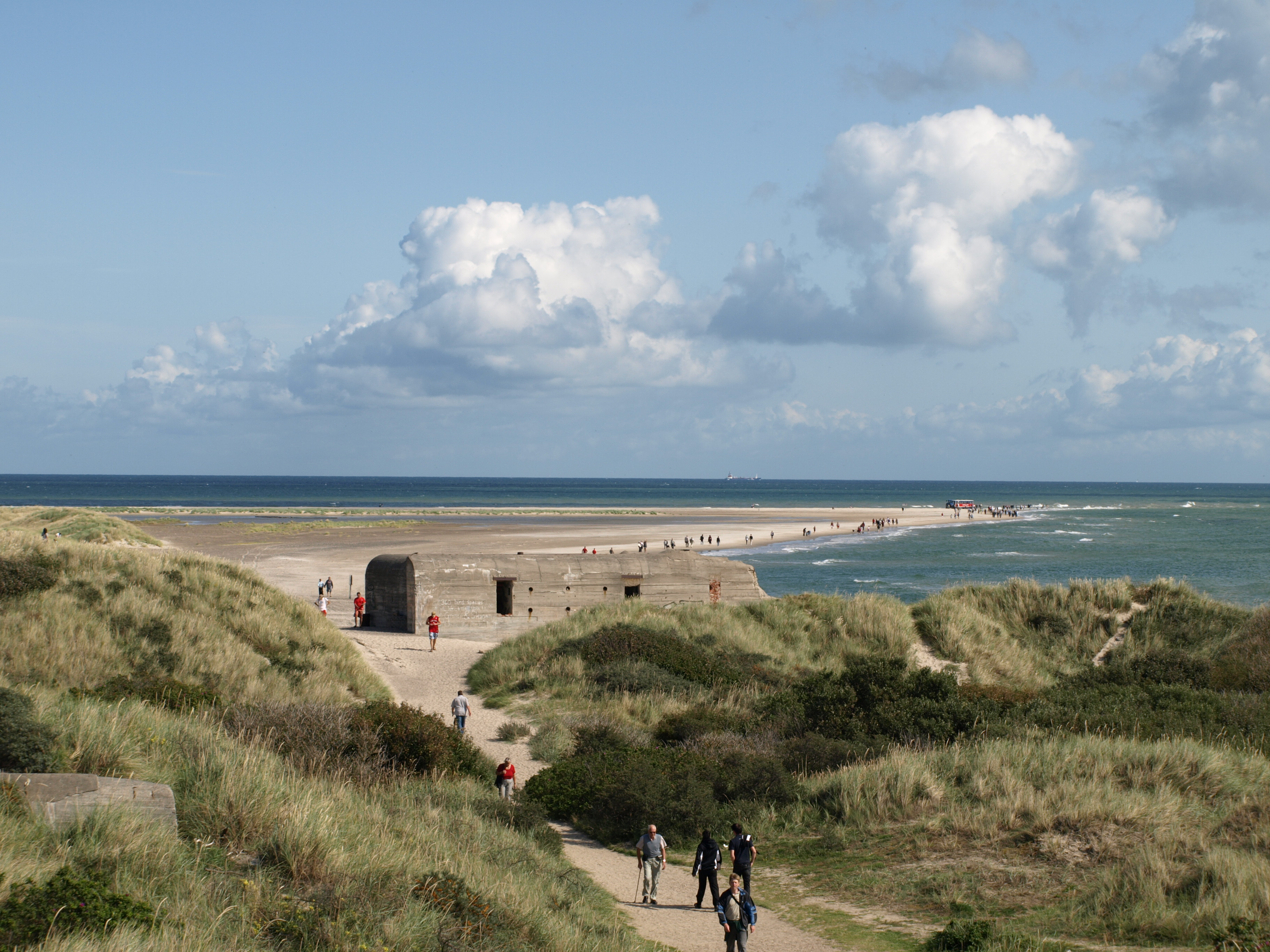
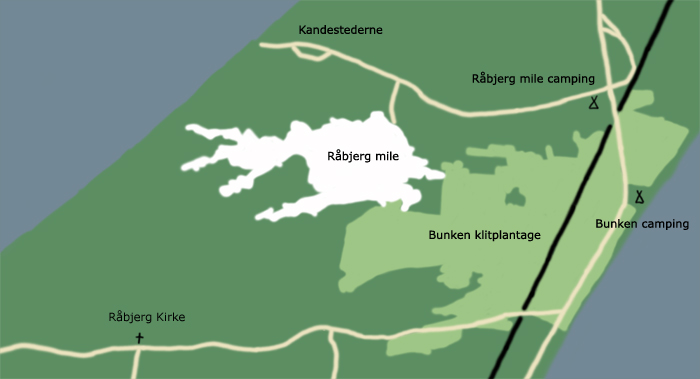
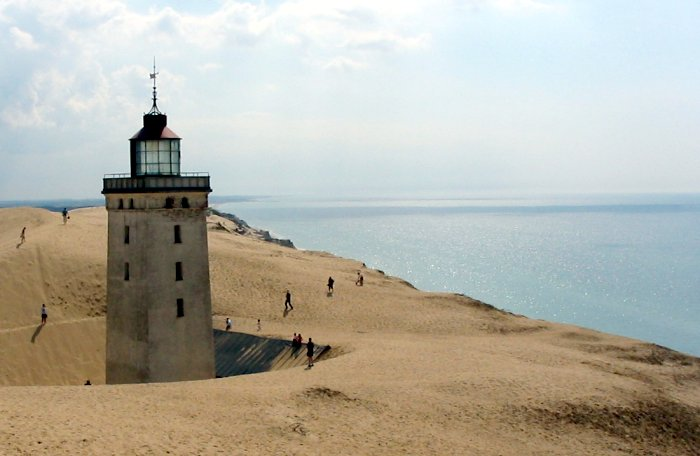
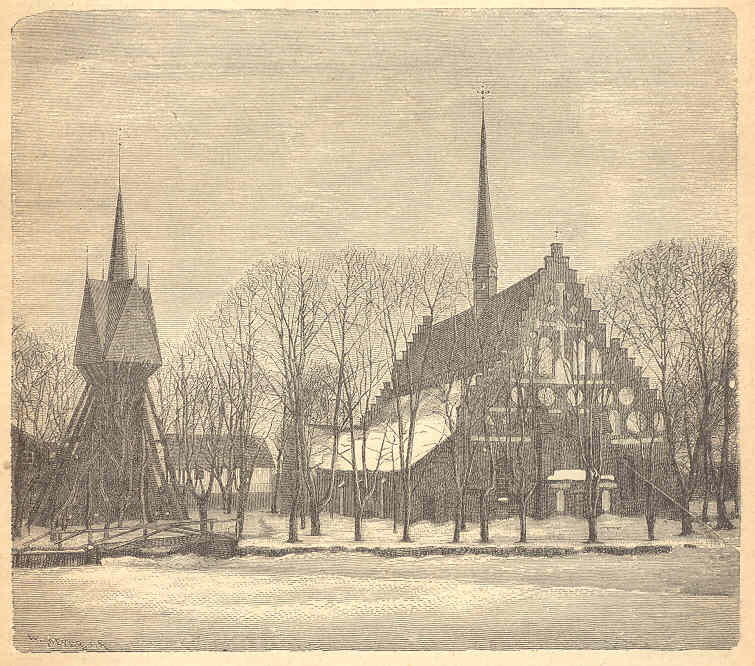
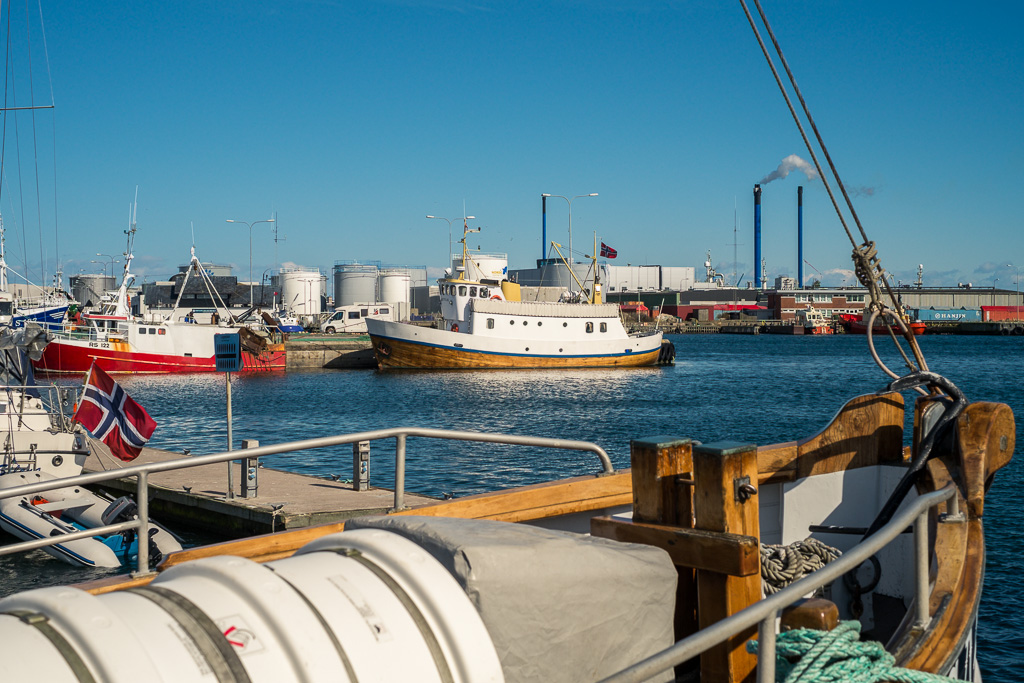